# Villa Purificación
Villa Purificación (parfois Villa de Purificación ou simplement Purificación) est un village et une municipalité de l'État de Jalisco, au Mexique.
La municipalité a 10 704 habitants en 2015.

## Géographie
Villa Purificación est située au sud de l'État de Jalisco dans la région Costa Sur.
Elle est entourée au nord-ouest par la municipalité de Tomatlán (qui borde l'océan Pacifique), au sud par la municipalité de La Huerta (es) et à l'est par les municipalités d'Ayutla, Autlán de Navarro (es) et Casimiro Castillo (es).
La municipalité se trouve sur les contreforts de la sierra de Cacoma qui marque le paysage vers l'est.
L'altitude est de 737 m en moyenne (458 m au point le plus bas)[à vérifier].
Elle comprend 74 800 ha de forêt (principalement des pins et des chênes) et possède des gisements (non exploités) de cuivre, d'or, d'argent et de granite.
La température moyenne annuelle est de 25 °C.
Les vents dominants viennent de l'ouest.
Les précipitations annuelles moyennes dépassent 1 970 mm.
Il pleut principalement de juin à août.

## Histoire
En 1532, Nuño Beltrán de Guzmán envoie le capitaine Juan Fernández de Híjar fonder une ville dans la province appelée à l'époque El Tuito y Coronados. Juan Fernández de Híjar accompagné de 25 soldats choisit un site de la vallée de Tecomatlán et y fonde la ville le 2 février 1533 ainsi que la première chapelle de l'actuel État de Jalisco.
L'hôtel de ville est construit en 1825. La ville comprend alors les postes de police de Jocotlán, Jirosto et Mazatlán et appartient au 6e canton d'Autlán (es). La ville accède au rang de municipalité en 1871, perd ce rang en 1883 mais le retrouve en 1888.
La municipalité compte 11 623 habitants en 2010, dont 45% de population urbaine, pour une superficie de 1 937,61 km2.
Au recensement de 2015, la population de la municipalité passe à 10 704 habitants.

## Personnalités liées à la municipalité
- José Amador Velasco y Peña, né à Villa Purificación en 1856, est évêque de Colima de 1903 à 1949.